# 梵净山点地梅
梵净山点地梅（学名：Androsace medifissa）为报春花科点地梅属下的一个种。

## 扩展阅读
- 維基物種上的相關：梵净山点地梅